# Erik Ingolfsson
Erik Ingolfsson var en svensk häradshövding.

## Biografi
Erik Ingolfsson var från 1426 till 1441 häradshövding i Göstrings härad.

### Utfärdade brev
10 juli 1426 utfärdade han ett brev i Skänninge stad, där Peter Rawlson sålt jord i Väderstads socken till Hans lång. Erik Ingolfsson vittnade tillsammans med kyrkoherden Jöns Staffansson i Ekeby och Nisse Knutsson Knape att Halsten Ingevaldsson gett gods i Blikmunstad och Boatorp i Ekeby socken till sven Håkan Ljung. Den 11 juli 1441 utfärdade han ett brev från Hogstads ting då riddaren Nils Gädda ger en attung jord i Ullekalv, Högby socken till Vadstena kloster. Sistnämnda datum utfärdade han att Katarina Ragvaldsdotter gett en 1 attung jord i Bleckenstad till Vadstena kloster.